# Praeindicola
Praeindicola es un género de foraminífero bentónico considerado un sinónimo posterior de Cincoriola de la subfamilia Rotaliinae, de la familia Rotaliidae, de la superfamilia Rotalioidea, del suborden Rotaliina y del orden Rotaliida. Su especie tipo era Praeindicola bikanerensis. Su rango cronoestratigráfico abarcaba el Eoceno.

## Clasificación
Praeindicola incluye a la siguiente especie:
- Praeindicola bikanerensis †